# Oribe Peralta
Oribe Peralta Morones (* 12. ledna 1984, Torreón) je bývalý mexický fotbalový útočník.
Je dvojnásobným vítězem Primera División de México (Clausura 2008 a Clausura 2012). Stal se nejlepším střelcem Clausury 2012, celkově vstřelil 91 ligových branek. Byl také nejlepším střelcem Liga mistrů CONCACAF 2011/12. V roce 2014 přestoupil z klubu Santos Laguna do Clubu América za deset milionů dolarů a stal se nejlépe placeným hráčem mexické ligy.
Za mexický reprezentační A- tým odehrál 25 zápasů a zaznamenal v nich 16 gólů, zúčastnil se turnaje Copa América 2011. Pomohl Mexičanům vyhrát Panamerické hry 2011, kde byl s šesti brankami nejlepším střelcem turnaje. Je také majitelem zlaté medaile z londýnské olympiády, kde vstřelil čtyři branky, z toho dvěma rozhodl finálový zápas s Brazílií. V kvalifikaci MS 2014 skóroval desetkrát, z toho pětkrát v barážovém dvojzápase proti Novému Zélandu (skončil na 4.-8. místě tabulky střelců celé kvalifikace) a byl vyhlášen nejlepším fotbalistou zóny CONCACAF roku 2013.
Trenér Mexika Miguel Herrera jej vzal na Mistrovství světa 2014 v Brazílii, kde Mexiko vypadlo v osmifinále s Nizozemskem po prohře 1:2. Peralta vstřelil jednu branku v utkání proti Kamerunu.

## Úspěchy

### Klubové
León
- Ascenso MX (1x): 2004

Santos Laguna
- Liga MX (2x): 2008, 2012

América
- Liga MX (1x): 2014 Apertura

### Reprezentační
Mexico U23
- Pan American Games (1x): 2011
- Fotbal na letních olympijských hrách: 2012

### Individuální
- Střelec na Pan American Games: 2011
- Nejlepší útočník turnaje (2x): Apertura 2011, Clausura 2012
- Hráč turnaje (1x): Clausura 2012
- Liga mistrů CONCACAF Hráč turnaje (1): 2012
- Liga mistrů CONCACAF Nejlepší střelec (1): 2012
- CONCACAF Nejlepší hráč (1): 2013